# Шамшудиновка
Шамшудиновка или Шамсудиновка — упразднённый хутор в Кизилюртовском районе Дагестана. Входило в состав Чонтаульского сельсовета. Точная дата упразднения не установлена.

## Географическое положение
Располагалось на левом берегу реки Сулак, в 10 км к северо-востоку от села Чонтаул. На современных картах на месте села значится урочище Шамшудин-Тугай и рядом с ним МТФ.

## История
В данных переписи 1926 года напечатан видимо с опечаткой как хутор Шалиудин. Население 132 человека, все чеченцы. В 1929 году хутор Шамсудин состоял из 30 хозяйств и входил в состав Чонтаульского сельсовета Махачкалинского района. В 1944 году население хутора подверглось депортации. Последний раз село Шамшудиновка было обозначено на карте Дагестанской АССР за 1947 году.

## Население
В 1929 году на хуторе проживало 132 человека (65 мужчин и 67 женщин), 100 % населения — чеченцы. В 1939 году на хуторе проживало 164 человека, в том числе 80 мужчин и 84 женщины.